# Friedrich von Fürstenberg (Drost)

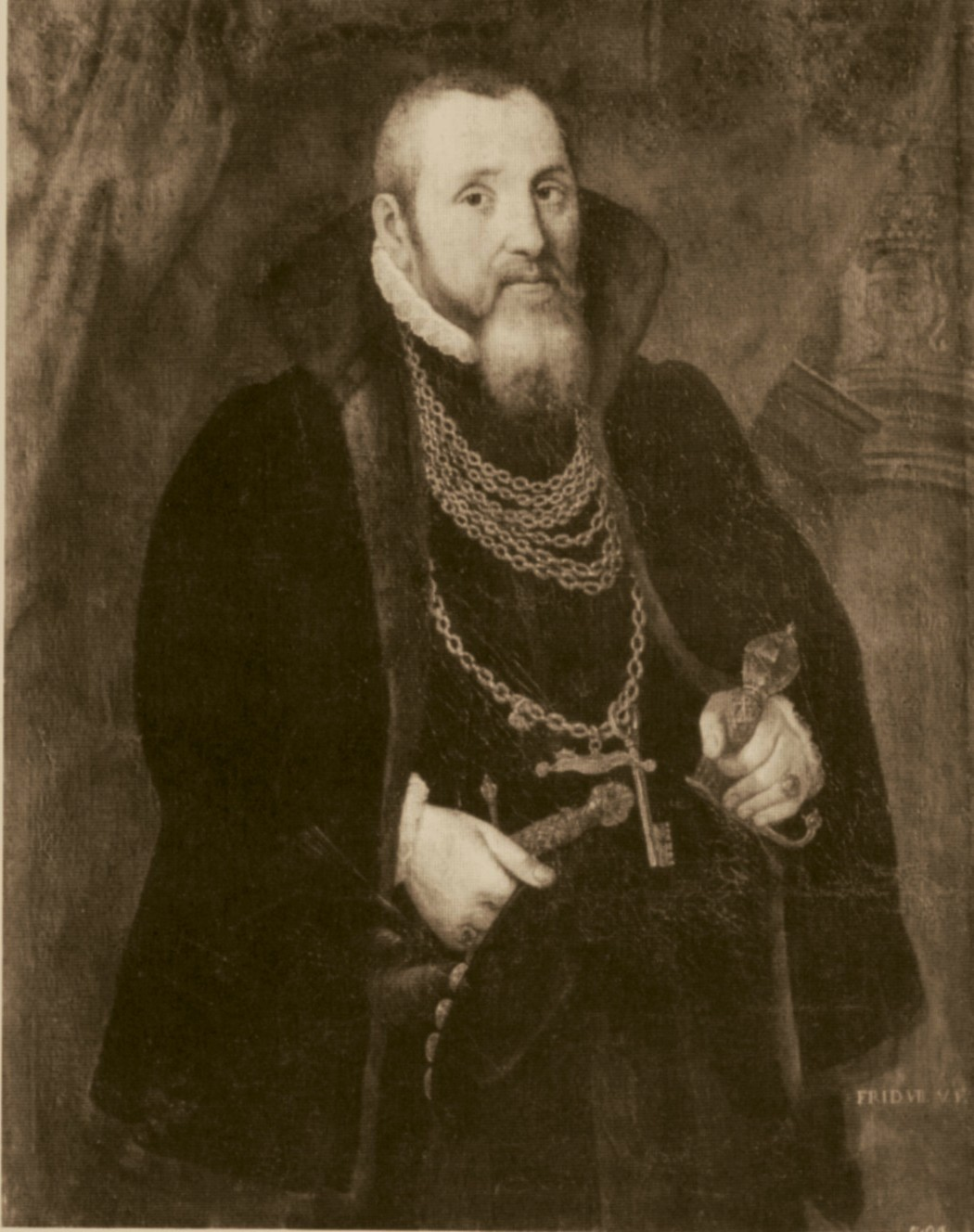
Friedrich von Fürstenberg (Ölgemälde von 1561)

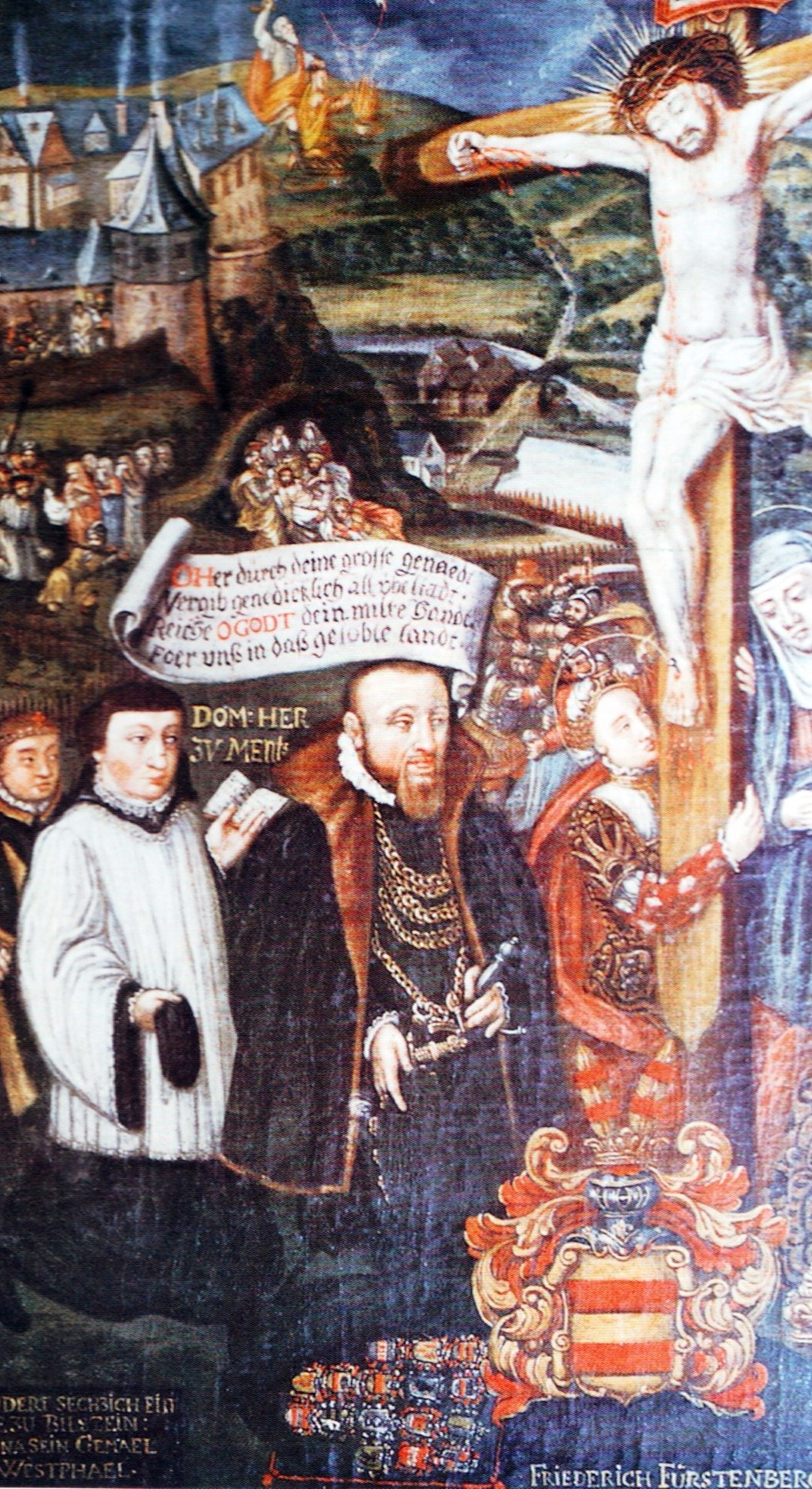
Ausschnitt eines Votivbildes von 1561

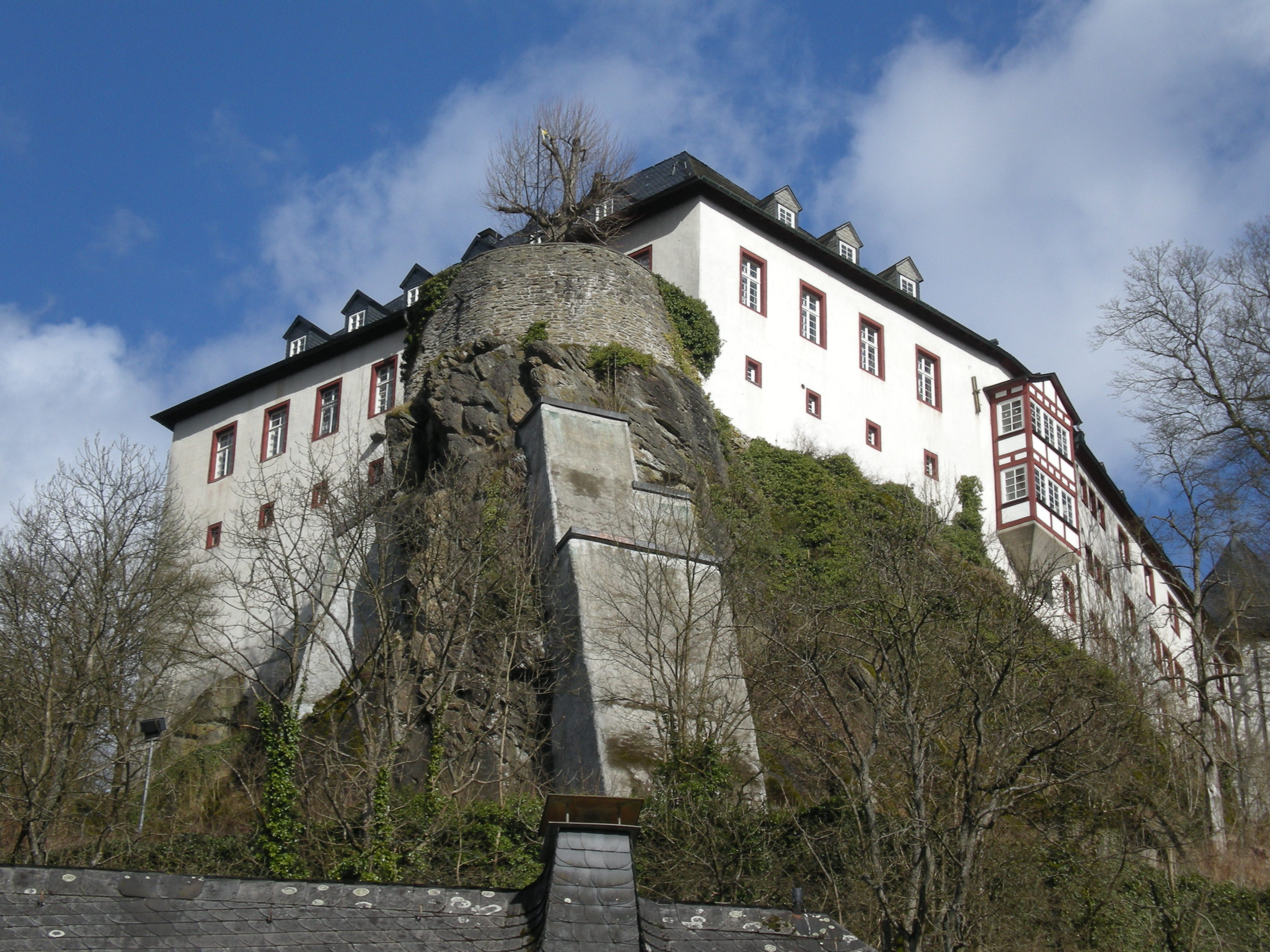
Amtssitz als Drost: die Burg Bilstein

Friedrich von Fürstenberg (* um 1510/11 auf Burg Waterlappe bei Ense; † 11. März 1567) war kurkölnischer Rat und Drost der Ämter Waldenburg, Fredeburg und Bilstein. Er legte den Grundstein für den wirtschaftlichen und gesellschaftlichen Aufstieg seiner Familie in den folgenden Jahrhunderten.

## Leben
Friedrich war der Sohn des Friedrich von Fürstenberg (* 1460) und dessen Gemahlin Mechtild von Plettenberg zu Nehlen. Sein Onkel Johann war Abt der Abtei Siegburg. Hermann, ein weiterer Onkel, war Domherr in Münster. Über die ersten Jahre des Lebens von Friedrich ist kaum etwas bekannt. Allerdings hat er zumindest das Lesen und Schreiben gelernt, hat er doch später, wie auch einige seiner Nachkommen, Tagebuch geführt. Erstmals urkundlich erwähnt wird er erst im Zusammenhang mit den Verhandlungen zur Eheschließung mit Anna von Westphalen im Jahr 1536. Verbunden mit dem Ehevertrag war die Überschreibung der Burg Waterlappe vom Vater auf den Sohn. 
Im Jahr 1552 ist Friedrich erstmals als ein Rat im Dienst des Kurfürsten von Köln bezeugt. Er war von nun ab regelmäßig an den Sitzungen der Regierung des Kölner Nebenlandes Herzogtum Westfalen beteiligt. Vier Jahre später ernannte ihn Kurfürst Adolf von Schaumburg zum Drost der Ämter Bilstein und Waldenburg und zusätzlich der Verwaltung des Amtes Fredeburg. Zuständig war Friedrich damit für die Abgaben der Untertanen an den Kurfürsten sowie für das Gerichtswesen und die allgemeine Verwaltung dieser Gebiete. Diese Ämter behielt Friedrich auch unter dem Kurfürsten Friedrich von Wied. 
Dieser verpfändete dem Fürstenberger auch die Einkünfte aus den Ämtern Bilstein und Waldenburg. Dazu gehörten Kornabgaben, sowie die Ablieferung von Holz, Früchten und Hühnern durch die Amtsbewohner. Nur Schweine und Hammel waren weiterhin an den Kurfürsten abzuliefern. Außerdem fielen Steuereinnahmen sowie Gerichtsgelder an Friedrich von Fürstenberg. Die Ursache für die Verpfändung war eine alte Schuldverschreibung über 10.000 Goldgulden, die der Amtsvorgänger Friedrichs als Kredit an den Kurfürsten gegeben hatte. Der Kurfürst zahlte die Schulden nun an Friedrich ab, der in den Besitz der Urkunde gekommen war, indem die jährliche Tilgungssumme mit den Einkünften der verpfändeten Ämter verrechnet wurde. Die Rückzahlung der Schulden dauerte allerdings bis 1680, so dass die Oberhäupter der Familie von Fürstenberg fast hundert Jahre erbliche Pfandherren blieben.
Durch die Übernahme der Ämter Waldenburg und Bilstein mit Sitz auf Burg Bilstein verlagerte sich der Schwerpunkt der fürstenbergischen Familie aus dem nördlichen in den südlichen Teil des Herzogtums Westfalen. 
Durchaus erfolgreich war Friedrich auch in seiner Familienpolitik. Mit seiner Frau Anna hatte er insgesamt zehn Kinder, von denen drei Söhne und sechs Töchter das Erwachsenenalter erreichten. Zumindest die männlichen Kinder erhielten eine gute Ausbildung durch Hauslehrer bis hin zum Studium an Universitäten. Friedrich sorgte außerdem bereits früh dafür, zahlreiche kirchliche Pfründen für seine Nachkommen zu sichern. Der älteste Sohn wurde Domherr und Kanoniker in Mainz, Dietrich war Dompropst in Paderborn und Dechant in Wormbach – ehe er Fürstbischof von Paderborn wurde. Ottilia wurde Äbtissin von Oelinghausen und Neuenheerse. Auch die Tochter Anna wurde Äbtissin in Oelinghausen. Da keineswegs sicher war, dass diese Stellen nicht durch die Reformation aufgehoben würden, sah das Testament Friedrichs vor, sie in diesem Fall aus dem Familienvermögen zu versorgen. Die vier Töchter, die nicht in den geistlichen Stand eintraten, wurden mit Adeligen aus Westfalen verheiratet. Von den Söhnen übernahm Kaspar von Fürstenberg die Nachfolge seines Vaters. 
Begraben wurde Friedrich in der Kirche des Klosters Scheda.